# Mesochorus diversus
Mesochorus diversus là một loài tò vò trong họ Ichneumonidae.